# Turcinești
Turcinești è un comune della Romania di 2298 abitanti, ubicato nel distretto di Gorj, nella regione storica dell'Oltenia.
Il comune è formato dall'unione di 4 villaggi: Cartiu, Horezu, Rugi, Turcinești.